# Intravenøs administration
Intravenøs administration (forkortet i.v.) af et lægemiddel eller andre væsker er en administrationvej hvor man ved hjælp af et perifert venekateter eller en kanyle sprøjter lægemidlet direkte ind i en vene. Ved anvendelse af denne administrationsvej opnås direkte adgang til det systemiske kredsløb og det er derfor den hurtigste måde at levere lægemidler eller væsker til hele kroppen.
Intravenøs indgift af lægemidler kan enten foretages på én gang som en injektion eller kontinuært som en infusion. Proceduren anvendes almindeligvis på sygehuse eller tilsvarende klinikker, hvor behandlingen kan håndteres af læger, sygeplejersker og eventuelt andet uddannet sundhedspersonale.